# Hiriganahalli, Hassan
Hiriganahalli là một làng thuộc tehsil Hassan, huyện Hassan, bang Karnataka, Ấn Độ.